# 乌拉街清代建筑群
乌拉街清代建筑群，由位于中国吉林省吉林市龙潭区乌拉街满族镇内的数座清代建筑组成，包括三处清代官员私宅（后府、萨府、魁府）及一座清真寺。后府是第31任打牲乌拉总管云生私宅，萨府是第13任打牲乌拉总管索柱私宅，魁府是清末大臣王魁福私宅。
2007年5月，吉林省人民政府以“乌拉街建筑群”之名，列为第六批吉林省文物保护单位。2013年5月3日，中国国务院以“乌拉街清代建筑群”之名，列入第七批全国重点文物保护单位。